# Рейнартц, Антуан
Антуан Рейнартц (фр. Antoine Reinartz; род. 1985, Номени, Франция) — французский актёр.

## Биография и карьера
Антуан Рейнартц родился в 1985 году в Номени (департамент Мерт и Мозель во Франции); он имеет пятерых братьев и сестер. В юношеские годы он играл в театре лицея Фридерика Шопена в Нанси. А затем, продолжив учебу в Ницце, Нью-Йорке и Нагое, через некоторое время он получил степень магистра в области управления солидарностью и присоединился к нескольким актерским объединениям, таким как Федерация актерской солидарности (фр. Fédération des acteurs de la solidarité, FNARS).
В 2008 году Рейнартц начал играть в Театре-студии Аньер (фр. Studio-théâtre d'Asnières). Затем он учился в Высшей школе исполнительских искусств в Лозанне (Швейцария), а в 2014 году окончил Парижскую консерваторию драматического искусства.
По окончании консерватории Антуан Рейнартц играл на театральной сцене сначала за рубежом (в Италии и Швеции), а затем во Франции, в частности, он исполнил роль Людовика XIII в экранизации «Трех мушкетеров», а также Андерса Брейвика в постановке «События» (Les Evenements) вместе с Романом Боринже.
Рейнартц играет в кино с 2015 года. Его дебютом стало повление в картине «Когда я не сплю». Он снимался как в короткометражных, так и в полнометражных фильмах. А в 2017 году исполнил роль Тибо в ленте Робена Кампийо «120 ударов в минуту», за которую в 2018 году получил французскую национальную кинопремию «Сезар» в номинации «Лучший актер второго плана». В 2017 году Антуана можно было увидеть в комедии Оливье Ассайаса «Двойная жизнь» в компании таких актеров, как Гийом Кане и Жюльет Бинош. В 2019-м он сыграл сразу в ряде картин. Среди них: драма «Боже мой!», комедия «Школьная жизнь», а также психологический триллер «Идеальная няня». В последнем он исполнил роль Поля. «Идеальная няня» - экранизация одноименного романа-бестселлера писательницы Лейлы Слимани, основанного на реальных событиях. 

## Избранная фильмография

### Кино
- 2015 : Когда я не сплю : Макс
- 2017 : 120 ударов в минуту : Тибо
- 2018 : Двойная жизнь : Блейз
- 2018 : Невидимые : заместитель мэра
- 2019 : Школьная жизнь : профессор Бушар
- 2019 : Алиса и мэр : Даниэль
- 2019: Боже мой! : лейтенант Луис Коттерель
- 2019 : Идеальная няня : Поль
- 2020 : Petite nature : Адамски
- 2020 : Arthur Rambo : Николас
- 2023 : Анатомия падения : прокурор

### Телевидение
- 2018 : К жизни (сериал) : Кенджи
- 2024 : Модный дом[фр.] (сериал) : Робинсон Лёдю